# Османська архітектура
Османська архітектура — архітектура Османської імперії, яка виникла в Бурсі і в Едірне в XV–XVI ст. В архітектурі Османської імперії простежується вплив архітектури Сельджуків, а також вірменської, іранської, візантійської архітектури. Після завоювання Константинополя турками помітно вплив мамлюкської архітектурної традиції. Протягом майже 400 років візантійські церкви і собори служили зразками для османських мечетей.
Османи досягли високого рівня архітектури. Освоєна ними техніка створення величезного внутрішнього простору за допомогою склепінь, куполів, напівкуполів і колон, дозволила створити естетичний і елегантно витончений стиль в ісламській архітектурі. І донині можна знайти об'єкти в стилі Османської архітектури на колишніх територіях імперії.

## Сельджуцька архітектура

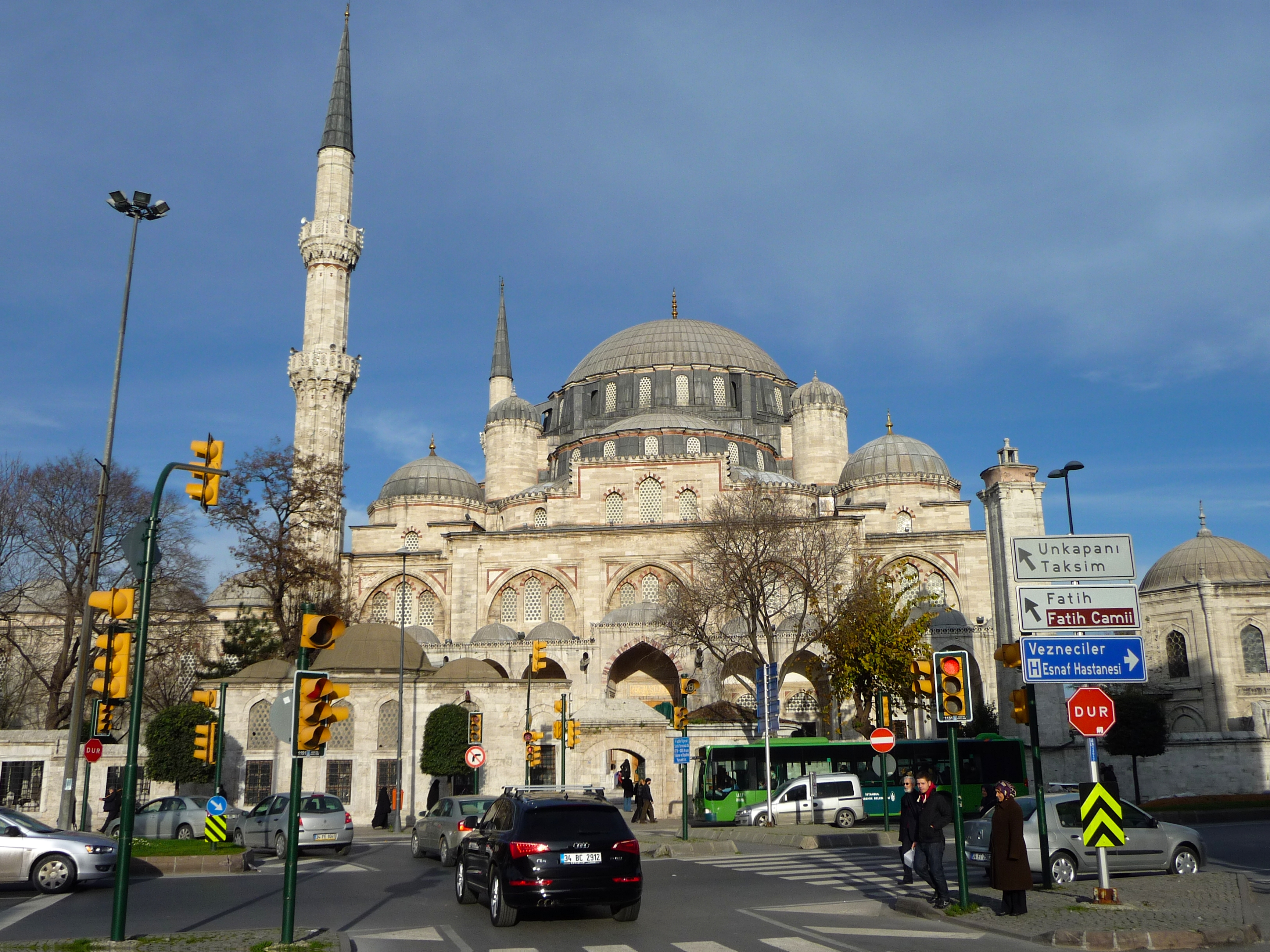
Мечеть Шехзаде — перша значна робота архітектора Сінана

Форма і стиль «сельджуцької» монументальної архітектури по суті були зобов'язані своїм виникненням вірменському зодчеству і його творцям. Крім того, ряд форм «сельджуцької» архітектури були прямим відтворенням форм вірменських будов. Крім цього, ряд архітекторів і зодчих які будували сельджуцькі будови, були вірменами за походженням. Однак крім вірменського впливу, сельджуки інтегрували в свою архітектуру елементи перської архітектури. Найчастіше сельджуки будували свої будинки з цегли, а внутрішні і зовнішні стіни оформлялися з мармуру, вапняку, гіпсу і т. д. Ще в XI ст. тюрки-сельджуки завоювали значну частину Малої Азії, створивши на її території кілька незалежних еміратів. Сельджуцькі правителі залишали після себе численні мавзолеї і медресе, побудовані в традиційному для цих місць стилі.

## Ранній Османський період

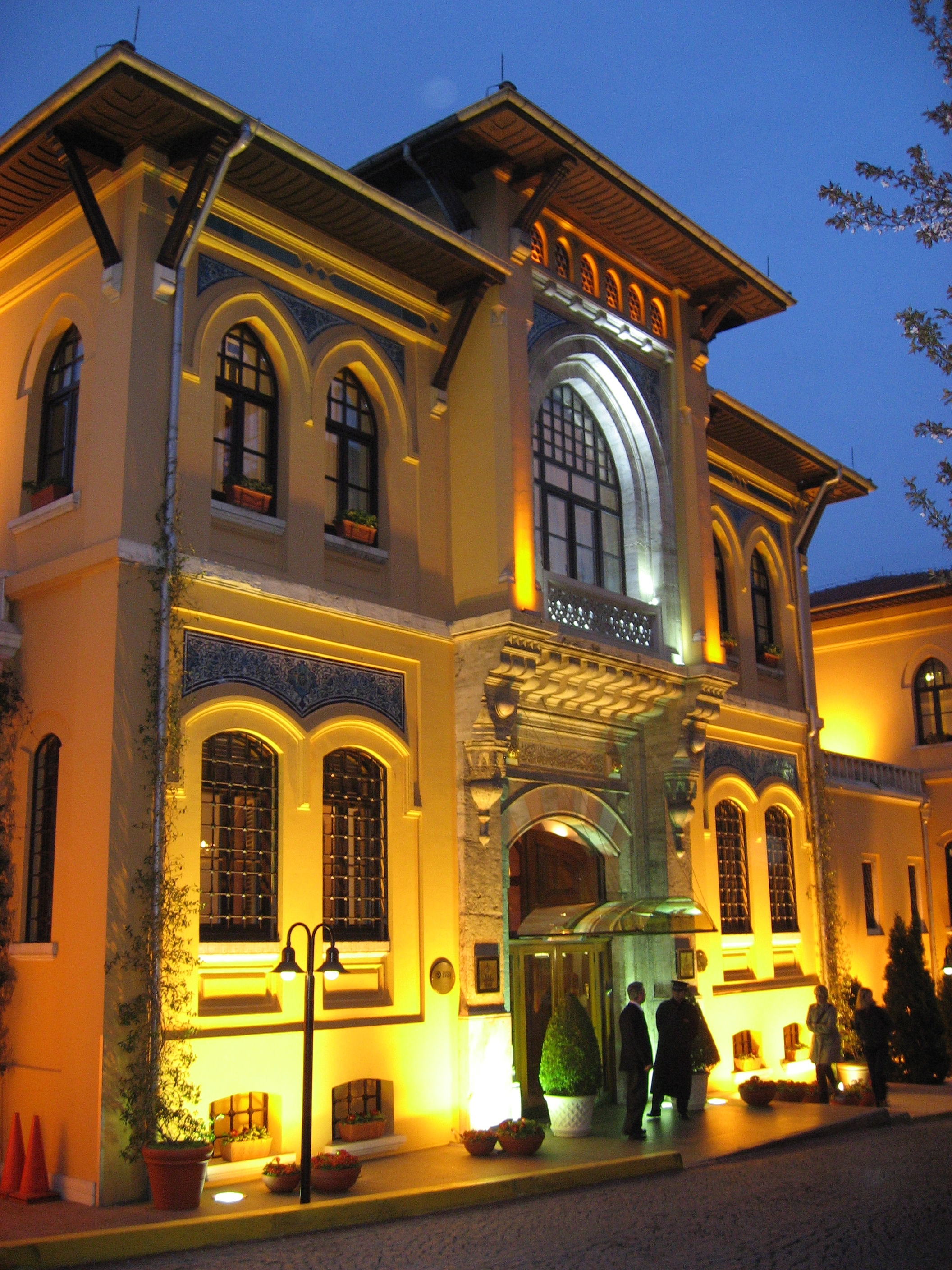
Готель Султанахмет — колишня стамбульська в'язниця

На початку XIV століття були створені перші Османські бейлики. У цей період османське мистецтво знаходилося в пошуку нових ідей. У столиці Османів — Бурсі була побудована перша куполоподібна мечеть сельджуків — Улу Джамі (1396–1400). Побудована в Стамбулі в період завоювання міста, мечеть Баязида II (1501–1506) вважається твором раннього періоду. До цього періоду також можна віднести мечеті Фатіх (1470), мечеть Махмут-паші (1464), палац Топкапи (1475–1478).

## Класичний період
Класичний період османської архітектури значною мірою пов'язаний з роботами Мімара Сінана. Цей архітектор зумів об'єднати і створити гармонію з різних архітектурних елементів і впливів, які раніш були прийняті османською архітектурою. У мечетях, побудованих Сінаном, використовувався купол схожий на купол собору Святої Софії, але зі зміненою пропорцією і звільненням від колонад, що в сукупності з великими вікнами додало більше світла всередині приміщень. У мечетях класичного періоду стали з'являтися внутрішні двори. Зразки османської архітектури класичного періоду крім Туреччини збереглися також на Балканах, в Угорщині, Єгипті, Тунісі, Алжирі та інших країнах колишньої Османської імперії.

## Пізній період
Заключний період архітектури в Османській імперії почався після XX століття після приходу до влади младотурків (1908–1909 роки). Цей період називається «Національним архітектурним Ренесансом». В архітектурі цього періоду почали застосовуватися сучасні будівельні технології та матеріали, такі як залізобетон, залізо, сталь і скло. Спочатку, цей стиль був покликаний сприяти патріотизму та історичної ідентичності багатонаціональної Османської імперії, але до кінця Першої світової війни, після створення Турецької Республіки, він був прийнятий турецькими націоналістами для впровадження у свідомість турків почуття патріотизму. У цій ролі, вона продовжує впливати на подальшу архітектуру Туреччини.
Один з найбільш ранніх і найбільш важливих прикладів цього стилю є головна будівля стамбульської поштової служби (англ. Istanbul Central Post Office), завершена в 1909 році в Анкарі, найраніша споруда в цьому стилі — будівля Національних Зборів Турецької Республіки (1917 р.), в якій зараз знаходиться Музей війни за незалежність.